# Remo (empresa)

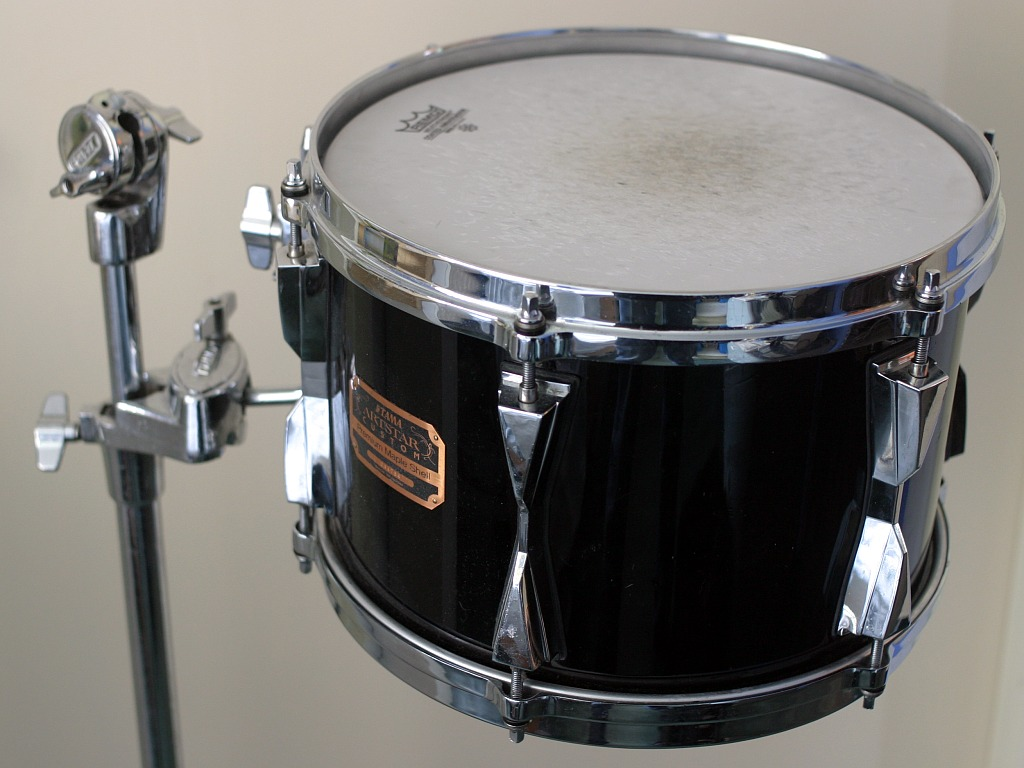
Timbalão com pele Remo, modelo Ambassador.

Remo é uma das principais empresas norte americanas fabricantes de peles para instrumentos musicais de percussão, comercializando os seus produtos com o mesmo nome, sendo bastante conhecida pela produção do seu modelo WeatherKing, actualmente utilizado em instrumentos de orquestra, percussão popular, instrumentos de marcha e baterias.
A empresa comercializa também uma linha completa de instrumentos de percussão, onde se incluem instrumentos como as congas, bongós, tarolas, suportes e todos os elementos constituintes de uma bateria completa.

## História
Após a segunda guerra mundial, o baterista Remo D. Belli desenvolveu algumas experiências com membranas de PET com o propósito de encontrar um novo material para a produção de peles para tambores, por encontrar neste material uma elevada consistência na qualidade dos tons produzidos, bem uma resistência imbatível às mudanças climáticas quando comparadas com as antigas peles fabricadas à base de peles de animais.
A empresa seria fundada em 1957, sendo actualmente, também bastante conhecida por fabricar instrumentos de percussão para crianças.

## Produtos
Disponibilizando uma vasta gama no que respeita à produção de sons, é possível classificar alguns dos seus produtos conforme o tipo de música pretendida, nomeadamente:
- 'Ambassador' - Para a produção de sons compatíveis com Jazz;
- 'Pinstripe' - Para a produção de sons compatíveis com Rock ou Heavy metal;
- 'Emperor' - Para a produção de sons compatíveis com Pop ou Folk;
- 'FiberSkyn' - Para a produção de sons compatíveis com música tradicional;
- 'Rubber Pads' - Para o estudo ou prática de instrumentos de percussão sem produção de som.